# 张卡山遗址
张卡山遗址，位于中国青海省互助县松多乡盘路村，为第三批青海省文物保护单位，公布日期为1959年3月16日，类型为古遗址。
张卡山遗址的历史年代为卡约文化。